# Der Meuchelmörder von Nevada
Der Meuchelmörder von Nevada (Originaltitel: Nevada) ist ein US-amerikanischer Stummfilmwestern aus dem Jahr 1927 von John S. Waters mit Gary Cooper, Thelma Todd und William Powell in den Hauptrollen. Das Drehbuch basiert auf dem Roman Nevada von Zane Grey.

## Handlung
Der gefürchtete Revolverheld Nevada befreit seinen Freund Cash Burridge aus dem Gefängnis von Lineville. Als sie die Stadt Winthrop erreichen, beschließen die beiden Männer, respektable Jobs auf der Ranch von Ben Ide anzunehmen, einem Engländer, den sie aus der Gewalt von Cawthornes Bande von Viehdieben gerettet haben. Aus Angst vor den Viehdieben engagiert Ide Nevada, um seine Schwester Hettie zu beschützen. Damit erzürnt er den Vorarbeiter der Ranch, Clan Dillon, der in Hettie verliebt ist.
Dillon verbreitet Gerüchte über die dunkle Vergangenheit seines Rivalen beim Sheriff, und bald schließen sich Nevada und Cash Cawthornes Bande an, um dem Sheriff zu entkommen. Nevada weiß nicht, dass Cawthornes Bande ihre Befehle von Dillon erhält, dem eigentlichen Anführer der Viehdiebe. Während eines Überfalls schießt Dillon sowohl Cash als auch Cawthorne nieder, doch Nevada erfährt von seinem sterbenden Freund von Dillons Verrat. Später bei einer Konfrontation wird Nevada von Dillon verwundet, aber durch die Ankunft der Truppe und die Aussagen des verwundeten Cawthorne gegen den Anführer gerettet. Da sein Ruf wiederhergestellt ist, kann Nevada Hettie heiraten.

## Hintergrund
1935 produzierte Paramount mit Nevada eine Neuverfilmung. RKO Pictures startete 1944 eine Reihe von Verfilmungen von Grey-Romanen, darunter auch Nevada mit Robert Mitchum.
Lloyd Ahern sr. arbeitete als Kamera-Assistent.

## Veröffentlichung
Die Premiere des Films fand am 8. August 1927 in New York statt. In Österreich kam er am 29. März 1929 in die Kinos.

## Kritiken
Hans J. Wollstein von der The New York Times notierte, der Film trotz der starken Besetzung zumindest im Rückblick als eher schwacher Beitrag in Paramounts langer Zane-Grey-Reihe gelte. Er trug kaum zu Coopers Karriereaussichten bei.